# Mrs. Soffel
Mrs. Soffel er en amerikansk film fra 1984 som foregår i Pittsburgh ved forrige århundredeskifte. En fangevogters kone forelsker sig i en mand på dødsgangen.
Blandt de hovedmedvirkende kan nævnes Mel Gibson, Diane Keaton og Matthew Modine. Gillian Armstrong har instrueret.

## Eksterne Henvisninger
- Mrs. Soffel på Internet Movie Database (engelsk)
- Mrs. Soffel på AlloCiné (fransk)
- Mrs. Soffel på MovieMeter (nederlandsk)
- Mrs. Soffel på AllMovie (engelsk)
- Mrs. Soffel på Turner Classic Movies (engelsk)
- Mrs. Soffel på The Movie Database (engelsk)
- Mrs. Soffel på Rotten Tomatoes (engelsk)
- Mrs. Soffel på Box Office Mojo (engelsk)
- Mrs. Soffel på Netflix (engelsk)